# 自適應調變和編碼
自適應调制和編碼（Adaptive modulation and coding；AMC）是根據終端（UE）和Node-B提供的訊息，改變調制和編碼的格式，使其適應在系統限制範圍內和通道條件。
HSDPA實現AMC的方法：
- 選擇调制类型（modulation type），利用相位偏移调制（QPSK）正交幅度调制（16QAM）來清除通道。
- 選擇前向糾錯編碼（FEC）